# 马修·格雷 (射箭运动员)
马修·格雷（英語：Matthew Gray，1973年6月25日—），澳大利亚男子射箭运动员。他曾代表澳大利亚参加2010年英联邦运动会射箭比赛，获得一枚金牌。他也曾参加1996年、2000年和2008年夏季奥林匹克运动会。